# Blanca (Colorado)
Pour les articles homonymes, voir Blanca.
Blanca est une ville américaine située dans le comté de Costilla dans le Colorado.
Selon le recensement de 2010, Blanca compte 385 habitants. La municipalité s'étend sur 1,79 milles carrés (4,64 km2).
La ville doit son nom au Pic Blanca.

## Démographie
| 1920 | 1930 | 1940 | 1950 | 1960 | 1970 |
| ---- | ---- | ---- | ---- | ---- | ---- |
| 380  | 252  | 407  | 376  | 233  | 212  |

| 1980 | 1990 | 2000 | 2010 | - | - |
| ---- | ---- | ---- | ---- | - | - |
| 252  | 272  | 391  | 385  | - | - |